# Somos Melilla
Somos Melilla (SML) es un partido político regionalista y localista cuyo ámbito territorial se circunscribe a la Ciudad Autónoma de Melilla. Se fundó en mayo de 2022, tras denominarse con anterioridad Adelante Melilla, nombre con el que concurrieron a las Elecciones Autonómicas de España de 2019. Su objetivo inicial es defender mayor capacidad de autogobierno, impulsar un nuevo modelo económico, servicios públicos y promover la conversión de la Ciudad Autónoma de Melilla en Comunidad Autónoma.
Además, tiene como objetivo demandar del Estado un trato justo e igualitario y reclamar a la Unión Europea el reconocimiento de Melilla como territorio o región ultraperiférica así como su incorporación a la Unión Aduanera manteniendo las especificidades de su Régimen Económico y Fiscal. 
Somos Melilla, que defiende la incuestionable e innegable españolidad de Melilla, Ceuta y Canarias, mantiene una posición reivindicativa de colaboración y cooperación entre el Reino de España y el Reino de Marruecos que tengan en cuenta las reivindicaciones y planteamientos de la ciudad autónoma en materia de gestión de fronteras, comercio y política migratoria.

## Resultados electorales
| Elección        | Votos | Porcentaje | Representantes |
| --------------- | ----- | ---------- | -------------- |
| Elecciones 2023 | 1524  | 5,10%      | 1/25           |
| Elecciones 2019 | 667   | 1,95%      | 0/25           |